# Liga Mexicana de Football Amateur Association
De Liga Mexicana de Football Amateur Association was de eerste hoogste amateurcompetitie van het Mexicaanse voetbal. De competitie werd in 1902 opgericht door vijf clubs en werd ieder jaar gespeeld
Voor de oprichting van de Liga Mayor in 1943 waren er meerdere regionale competities in Mexico. De Primera Fuerza, een competitie van de regio Mexico-Stad, werd beschouwd als de Mexicaanse nationale competitie.

## Geschiedenis
Het voetbal kwam in 1892 naar Mexico door Engelse mijnwerkers in de stad Pachuca. In 1898 volgde in de stad Orizaba een tweede club, Orizaba AC, die door Schotse immigranten opgericht werd. In de hoofdstad Mexico-Stad ontstonden drie teams. Mexico Cricket Club, dat als sportclub reeds in 1827 opgericht werd, Reforma Athletic Club en British Club. Om aan belang te winnen besloten de vijf clubs een competitie op te richten die in 1902 van start ging. Orizaba werd de eerste landskampioen. De vijf clubs speelden in het eerste seizoen slechts één wedstrijd tegen elkaar en op 19 oktober 1902 werd de allereerste competitiewedstrijd gespeeld in Mexico. Mexico Cricket verloor met 1-5 van British Club. Op de laatste speeldag moest Orizaba winnen van Mexico Cricket om de titel nog van Reforma afhandig te maken, maar doordat Mexico Cricket niet genoeg spelers bij elkaar kreeg kon de wedstrijd niet gespeeld worden en kreeg Orizaba de overwinning, en zo ook de titel, toegewezen.
In 1910 werd met CF México een team opgericht dat voornamelijk uit Mexicanen bestond in plaats van de migrantenteams die de competitie domineerden. In 1919 kwam er een eerste schisma. Regerend kampioen España FC verliet de competitie na een incident in een vriendschappelijke wedstrijd tegen Atlas Guadalajara. Nadat de club Tigres uit de competitie gezet werd en España de Veracruz volgde besloten de drie clubs een nieuwe competitie op te richten, de Liga Nacional. Ze slaagden er niet in een competitie te organiseren en hielden het daarom bij vriendschappelijke wedstrijden. In 1920/21 kwam er wel een aparte competitie, die gewonnen werd door España. In de competitie van de Liga Mexicana werd Germania FV de kampioen. Echter doordat er twee competities waren wordt door de Mexicaanse voetbalbond nu geen van beiden als officieel bestempeld, waardoor de clubs deze titel niet mogen claimen. Ook het seizoen 1921/22 is niet officieel.
In augustus 1922 fuseerden beide competities tot het Campeonato de Primera Fuerza. 

## Erelijst
| Jaar    | Kampioen       | Runner-up           |
| ------- | -------------- | ------------------- |
| 1902/03 | Orizaba AC     | Reforma AC          |
| 1903/04 | México Cricket | Reforma AC          |
| 1904/05 | Pachuca AC     | British Club        |
| 1905/06 | Reforma AC     | San Pedro Golf Club |
| 1906/07 | Reforma AC     | British Club        |
| 1907/08 | British Club   | México Country Club |
| 1908/09 | Reforma AC     | Pachuca AC          |
| 1909/10 | Reforma AC     | Popo Park FC        |
| 1910/11 | Reforma AC     | Pachuca AC          |
| 1911/12 | Reforma AC     | British Club        |
| 1912/13 | CF México      | Reforma AC          |
| 1913/14 | España         | Rovers FC           |
| 1914/15 | España         | Pachuca AC          |
| 1915/16 | España         | CF México           |
| 1916/17 | España         | Pachuca AC          |
| 1917/18 | Pachuca AC     | Club España         |
| 1918/19 | España         | Centro Unión        |
| 1919/20 | Pachuca AC     | Tigres              |
| 1920/21 | Niet erkend    | Niet erkend         |
| 1921/22 | Niet erkend    | Niet erkend         |

## Eeuwige ranglijst
| Club                | Stad        | /18 | Periode              |
| ------------------- | ----------- | --- | -------------------- |
| Pachuca AC          | Pachuca     | 18  | 1902-1920            |
| Reforma AC          | Mexico-Stad | 13  | 1902-1915            |
| British Club        | Mexico-Stad | 10  | 1902-1912            |
| CF México           | Mexico-Stad | 7   | 1912-1918, 1919-1920 |
| España FC           | Mexico-Stad | 7   | 1912-1919            |
| Mexico Cricket Club | Mexico-Stad | 6   | 1902-1908            |
| Deportivo Español   | Mexico-Stad | 5   | 1914-1917, 1918-1920 |
| Germania FV         | Mexico-Stad | 4   | 1915-1917, 1918-1920 |
| Puebla AC           | Puebla      | 3   | 1904-1907            |
| España B            | Mexico-Stad | 3   | 1915-1918            |
| Club América        | Mexico-Stad | 3   | 1917-1920            |
| Orizaba AC          | Orizaba     | 2   | 1902-1904            |
| Rovers FC           | Mexico-Stad | 2   | 1912-1914            |
| Junior Club         | Mexico-Stad | 2   | 1917-1919            |
| Popo Park           | Mexico-Stad | 1   | 1909-1910            |
| L'Amicale Française | Mexico-Stad | 1   | 1914-1915            |
| Asturias            | Mexico-Stad | 1   | 1919-1920            |
| España de Veracruz  | Veracruz    | 1   | 1918-1919            |

1. ↑  Mexico Cricket club speelde in 1905/06 als San Pedro Golf Club en van 1906 tot 1908 als Mexico Country Club
2. ↑  Club América speelde van 1918 tot 1920 als Centro Unión
3. ↑  Junior speelde in 1918/19 als Tigres